# Crinum mauritianum
Espèce
Classification APG III (2009)
Crinum mauritianum est une espèce de plantes à fleurs monocotylédones de la famille des Liliaceae selon la classification classique, ou de celle des Amaryllidaceae (ou des Alliaceae), selon la classification phylogénétique.
C'est une plante herbacée endémique de l'île Maurice.